# Dorijan Dlaka
Dorijan Dlaka (Macedonisch: Доријан Длака) (Skopje, 6 november 1997) is een zanger en danser uit Noord-Macedonië. 

## Biografie
Dlaka startte met optreden toen hij slechts zeven jaar oud was. Hij was als kindsterretje te zien in verschillende tv-reclames en op verschillende muziekfestivals. 
In 2008 deed hij al een gooi voor het Junior Eurovisiesongfestival, in de Macedonische nationale finale werd hij tweede. 
Tijdens het Junior Eurovisiesongfestival 2010 in Minsk mocht hij Anja Veterova ondersteunen als danser. Een jaar later, in 2011, vertegenwoordigde hij Macedonië op het Junior Eurovisiesongfestival 2011 op 3 december 2011 in de Armeense hoofdstad Jerevan met het liedje Zhimi ovoj frak. Echter waren er wel wat problemen naar de aanloop van het festival; hij kreeg namelijk de baard in zijn keel, waardoor hij het liedje een octaaf lager moest zingen. Uiteindelijk eindigde de inzending op een gedeelde laatste plaats met 31 punten. 
Dlaka is samen met Ilja Volkov de enige die zowel als danser en zanger optrad op het Junior Eurovisiesongfestival. 
Ook in 2012 was hij te zien in Amsterdam tijdens het Junior Eurovisiesongfestival. Dit keer hield hij echter interviews met de deelnemers uit de verschillende landen. Dlaka spreekt immers naast Macedonisch ook Engels, Nederlands, Duits en Russisch. 